# Koundian
Koundian is een gemeente (commune) in de regio Kayes in Mali. De gemeente telt 13.900 inwoners (2009).